# 나고야 구치소

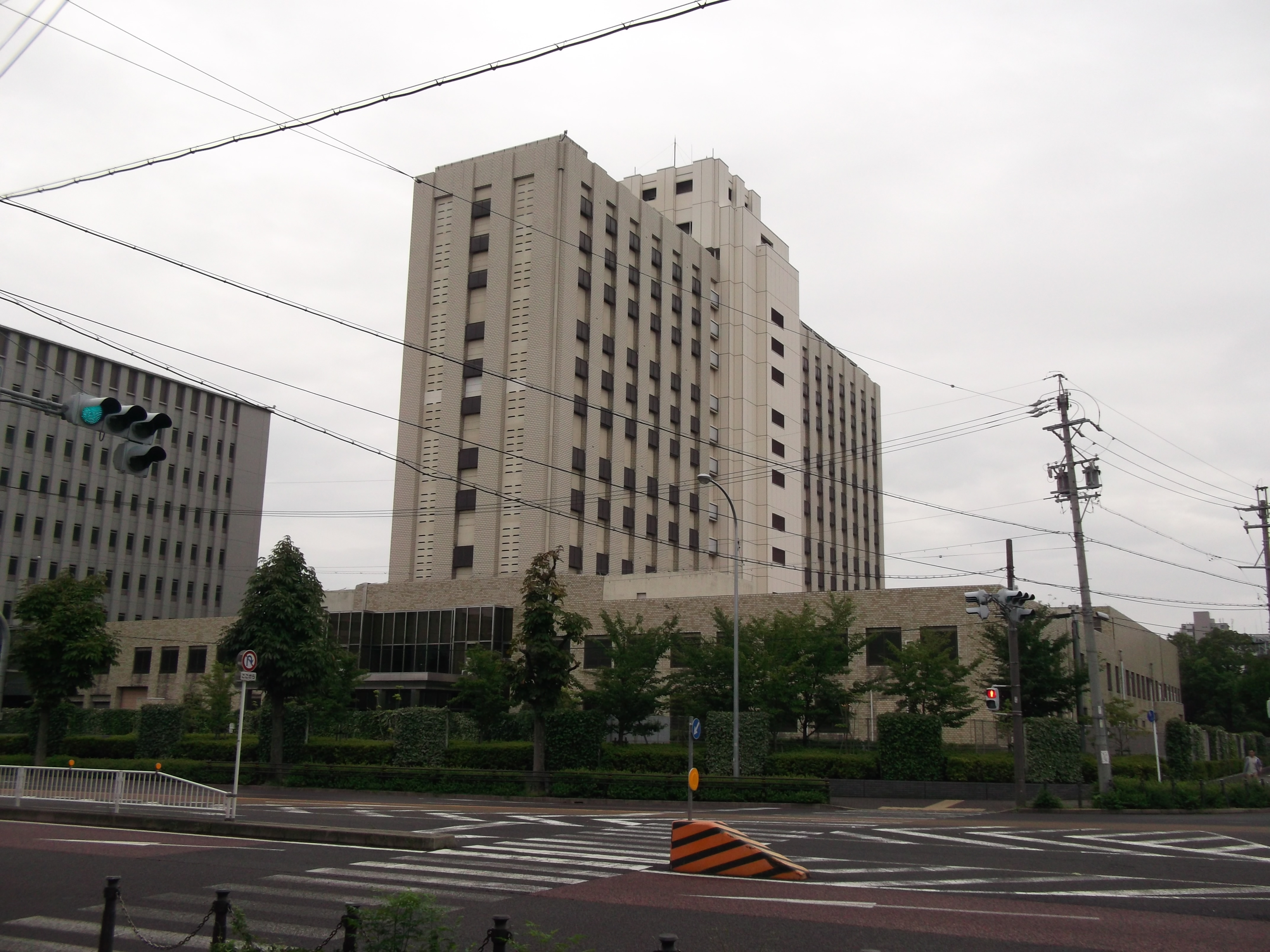

나고야 구치소(일본어: 名古屋拘置所)는 일본 아이치현 나고야시에 위치한 구치소이다

## 정보

### 수용인원
- 1000명

### 수감자
- 미결 구금자
- 사형확정자

### 조직
- 총무부
- 처우부
- 분류부
- 의무부

나고야 구치소에서 처형된 범죄자 
1995년:1명 
1998년:2명
2000년:2명
2001년:1명
2002년:1명
2007년:1명
2009년2명
2013년:1명
2015년:1명
2018년:2명